# 643 هـ
643 هـ هي سنة في التقويم الهجري امْتدت مقابلةً في التقويم الميلادي بين سنتي 1245 و1246.

## مواليد
- ابن الخوام
- ابن دينا
- ابن الشاط السبتي

## وفيات
- العلم السخاوي
- ضياء الدين المقدسي
- محمد بن عبد الواحد المقدسي
- ابن الصلاح
- ابن يعيش النحوي
- محب الدين ابن النجار